# Кеменгеров, Кошмухамбет
Кошмухамбет (Кошке) Дуйсебайулы Кеменгеров (15 июля 1896, бывший аул Каражас, Бекейская волость, Акмолинская область — 21 ноября 1937, Омск) — ученый, драматург, писатель, журналист.

## Биография
Родился в бывшем ауле Каражас Бекейской волости Акмолинской области (ныне — на территории Баянаульского района Павлодарской области). Происходит из подрода каржас рода суйиндык племени аргын.
Учился в церковной школе в Омске, в ветеринарной фельдшерской школе. В 1913 поступил в Омское сельскохозяйственное училище. Член политического общества казахской молодежи «Бірлік» (1914—1918). Был редактором журнала «Балапан» (1916—1918). В апреле 1917 в Акмоле вместе с Д. Адиловым и С. Сейфуллиным организовали казахский к-т «Жас қазақ». Участвовал в организации Акмолинского к-та пр-ва Алашорды. В 1918 член и редактор газеты общества «Жас азамат». В 1919—1920 занимался преподавательской деятельностью. Учился на мед факультете в Омском, позже (1924) в Среднеазиатском государственном университете. В 1924—1930 преподаватель этого университета, редактор газеты «Ақ жол», журнала «Сана». Попал в первую волну репрессии национальных деятелей (с Мухтаром Ауэзовым).
В 1932 переведен в тюрьму для политических заключенных НКВД. В 1935 освобожден, до 1937 работал врачом в Шарбаккольском районе Омской области.
7 августа 1937 репрессирован, 21 ноября расстрелян в г. Омске. В 1957 реабилитирован.
Его именем названы школа в Баянауле, улица в Астане.

## Творчество
Печатался в журналах «Айқап» (стихи «Жазғытұры», «Бақ іздеген» и др.); первые прозаические рассказы «Тұтқынның ойы» (1919), «Отаршылдың үсқындары» (1925), «Қандытолқын» (1926).
В рассказах «На дороге», «Сирота» и других повествуется о неравноправии казахских женщин, тяжелой жизни трудового народа.
В пьесах «Золотой перстень» (1923), «Взяточники» (1926), «Старое учение» (1927) изобличается социальная несправедливость, злоупотребление властью и невежество местных феодалов. Кеменгеровым написаны труды по литературоведению, языкознанию и этнографии. Избранные сочинения изданы под названием «Золотой перстень» (А., 1965); позднее издавались в 1980-х гг.